# Jenny Hill
Jenny Hill ist eine britische Fernseh-Journalistin für die BBC.

## Leben
Hill wuchs auf der Kanalinsel Jersey auf. Sie studierte an der Cardiff School of Journalism, Media and Cultural Studies. Nach ihrem Studium begann sie für Central News in Birmingham zu arbeiten. Anschließend wurde sie für BBC Channel Islands tätig.
Seit September 2014 ist sie Berlin Korrespondentin der BBC. 2014 hatte sie einen Gastauftritt als sie selbst in der Science-Fiction-Fernsehserie Doctor Who.